# Tim Matthys
Tim Matthys  est un ancien joueur de football belge, né le 23 décembre 1983 à Gand.

## Palmarès
- Champion de Belgique de D2 en 2010 avec le Lierse SK et en 2019 avec le KV Malines
- Vainqueur de la Coupe de Belgique en 2006 avec le Zulte Waregem et en 2019 avec le KV Malines
- Nommé Dragon de l'année en 2013 et 2014 avec le RAEC Mons